# Oreocyba
Oreocyba es un género de arañas araneomorfas de la familia Linyphiidae. Se encuentra en África oriental.

## Lista de especies
Según The World Spider Catalog 12.0:
- Oreocyba elgonensis (Fage, 1936)
- Oreocyba propinqua Holm, 1962